# Hamari Traoré
Hamari Traoré (ur. 27 stycznia 1992 w Bamako) – malijski piłkarz, grający na pozycji prawego obrońcy w hiszpańskim klubie Real Sociedad oraz w reprezentacji Mali, której jest kapitanem. Uczestnik Pucharu Narodów Afryki 2017, 2019, 2021 oraz 2023.

## Kariera piłkarska
Swoją karierę piłkarską Traoré rozpoczął w klubie USFAS Bamako. W sezonie 2011/2012 zadebiutował w nim w drugiej lidze malijskiej. Latem 2012 odszedł do francuskiego trzecioligowca, Paris FC. Swój debiut w nim zaliczył 10 sierpnia 2012 w zremisowanym 2:2 domowym meczu z SAS Épinal. W Paris FC spędził rok.
Latem 2013 roku Traoré odszedł do belgijskiego Lierse SK. W belgijskiej ekstraklasie swój debiut zanotował 30 października 2013 w przegranym 0:1 wyjazdowym meczu z KSC Lokeren. Na koniec sezonu 2014/2015 spadł z Lierse do drugiej ligi.
W 2015 roku Traoré został zawodnikiem Stade de Reims. W Ligue 1 zadebiutował 9 sierpnia 2015 w zwycięskim 2:1 wyjazdowym meczu z Girondins Bordeaux. W sezonie 2015/2016 spadł z Reims z Ligue 1 do Ligue 2.
10 czerwca 2017 roku podpisał 4–letni kontrakt z pierwszoligowym Stade Rennais FC.

### Statystyki kariery
Aktualne na dzień 21 maja 2022 roku
| Sezon                    | Klub                     | Kraj                     | Rozgrywki                | Liga  | Liga | Puchar kraju | Puchar kraju | Puchar ligi | Puchar ligi | Rozgrywki kontynentalne | Rozgrywki kontynentalne | Razem | Razem |
| Sezon                    | Klub                     | Kraj                     | Rozgrywki                | Mecze | Gole | Mecze        | Gole         | Mecze       | Gole        | Mecze                   | Gole                    | Mecze | Gole  |
| ------------------------ | ------------------------ | ------------------------ | ------------------------ | ----- | ---- | ------------ | ------------ | ----------- | ----------- | ----------------------- | ----------------------- | ----- | ----- |
| 2012/13                  | Paris FC                 | Francja                  | Championnat National     | 16    | 0    | 0            | 0            | –           | –           | –                       | –                       | 16    | 0     |
| razem w Paris FC         | razem w Paris FC         | razem w Paris FC         | razem w Paris FC         | 16    | 0    | 0            | 0            | –           | –           | –                       | –                       | 16    | 0     |
| 2013/14                  | Lierse SK                | Belgia                   | Jupiler League           | 11    | 0    | 1            | 0            | –           | –           | –                       | –                       | 12    | 0     |
| 2014/15                  | Lierse SK                | Belgia                   | Jupiler League           | 29    | 1    | 1            | 0            | –           | –           | –                       | –                       | 30    | 1     |
| razem w Lierse SK        | razem w Lierse SK        | razem w Lierse SK        | razem w Lierse SK        | 40    | 1    | 2            | 0            | –           | –           | –                       | –                       | 42    | 1     |
| 2015/16                  | Stade de Reims           | Francja                  | Ligue 1                  | 33    | 2    | 1            | 0            | 0           | 0           | –                       | –                       | 34    | 2     |
| 2016/17                  | Stade de Reims           | Francja                  | Ligue 2                  | 31    | 2    | 0            | 0            | 1           | 0           | –                       | –                       | 32    | 2     |
| razem w Stade de Reims   | razem w Stade de Reims   | razem w Stade de Reims   | razem w Stade de Reims   | 64    | 4    | 1            | 0            | 1           | 0           | –                       | –                       | 66    | 4     |
| 2017/18                  | Stade Rennais FC         | Francja                  | Ligue 1                  | 30    | 0    | 0            | 0            | 3           | 0           | –                       | –                       | 33    | 0     |
| 2018/19                  | Stade Rennais FC         | Francja                  | Ligue 1                  | 34    | 0    | 5            | 0            | 2           | 0           | 8                       | 0                       | 49    | 0     |
| 2019/20                  | Stade Rennais FC         | Francja                  | Ligue 1                  | 27    | 0    | 5            | 1            | 1           | 0           | 4                       | 0                       | 37    | 1     |
| 2020/21                  | Stade Rennais FC         | Francja                  | Ligue 1                  | 35    | 1    | 1            | 0            | –           | –           | 6                       | 0                       | 42    | 1     |
| 2021/22                  | Stade Rennais FC         | Francja                  | Ligue 1                  | 33    | 3    | 1            | 0            | –           | –           | 8                       | 0                       | 42    | 3     |
| 2022/23                  | Stade Rennais FC         | Francja                  | Ligue 1                  | 0     | 0    | 0            | 0            | –           | –           | 0                       | 0                       | 0     | 0     |
| razem w Stade Rennais FC | razem w Stade Rennais FC | razem w Stade Rennais FC | razem w Stade Rennais FC | 157   | 4    | 12           | 1            | 6           | 0           | 26                      | 0                       | 203   | 5     |
| razem w karierze         | razem w karierze         | razem w karierze         | razem w karierze         | 297   | 9    | 16           | 1            | 7           | 0           | 26                      | 0                       | 350   | 10    |

## Kariera reprezentacyjna
W reprezentacji Mali Traore zadebiutował 9 października 2015 roku w wygranym 4:1 towarzyskim meczu z Burkina Faso. W 2017 roku został powołany do kadry na Puchar Narodów Afryki 2017.